# 珠海市妇幼保健院
22°16′20″N 113°33′18″E / 22.27218°N 113.55501°E
珠海市妇幼保健院（华南理工大学附属珠海妇儿医院），是中华人民共和国广东省珠海市香洲区的三级甲等妇幼保健院，位于香洲区柠溪路。医院占地面积7.6万平方米，截至2023年，共有编制床位1,200张，在职职工1,800余人，卫生专业技术人员1,500余人。

## 沿革
医院前身为1954年建立的珠海县妇幼保健组，1980年建立珠海经济特区时更名为珠海市妇幼保健所，1989年更名为珠海市妇幼保健院。1994年，成为广东首家三级甲等评级的妇幼保健院。
2012年加挂“珠海市妇女儿童医院”牌子，2016年加挂“珠海市妇幼保健计划生育服务中心”牌子。2023年5月，珠海市与华南理工大学签署合作协议，医院将成为“华南理工大学附属珠海妇儿医院”。

## 院区
- 柠溪院区（北院区）：位于香洲区柠溪路，于2007年扩建，定位以妇女儿童保健为主。
- 南琴院区（南院区）：位于香洲区南屏南琴路，于2020年7月启用，定位以妇女儿童医疗救治为主[4]。